# Ingenieurbüro Glückauf
Das Ingenieurbüro Glückauf war eine Abteilung des Reichsministeriums für Rüstung und Kriegsproduktion, die während des Zweiten Weltkrieges als Konstruktionsbüro des Hauptausschusses Schiffbau Durchkonstruktionen und Fertigungsplanungen für U-Boote der deutschen Kriegsmarine erstellte. Dies betraf sowohl U-Boot-Typen, die für den U-Boot-Krieg konzipiert waren, als auch Kleinst-U-Boote, die im Rahmen der Unternehmungen der Kleinkampfverbände der Kriegsmarine zum Einsatz kamen.

## Aufgaben, Projekte und Lokalisation
Das Ingenieurbüro Glückauf wurde als IBG abgekürzt. Es war mit der Konstruktion und der Fertigungsplanung deutscher U-Boote für die Kriegsmarine während der Endphase des Zweiten Weltkrieges beauftragt, beispielsweise der U-Boot-Klasse XXI oder des kleinen Typs XXVII.
Gegen Ende des Jahres 1944 wurde die Konstruktions- und Fertigungsplanung des Walter-Boots Typ XXVI abgeschlossen. Hierfür fertigten die Konstrukteure des IBG Konstruktionszeichnungen im Teilblattsystem, aus dem die Reihenfolge der Fertigung und Montage ersichtlich wurde. Diese Methode kam bei der Konstruktion des Typs XXVI erstmals im deutschen Schiffsbau zur Anwendung. Zuvor wurde das Teilblattsystem ausschließlich beim Stahlbau im Binnenland verwendet.
Das IBG war eines der zentralen Konstruktionsbüros des Hauptausschuß Schiffbau (HAS) und hatte zwei Niederlassungen im Harz. In den Büros in Blankenburg und Halberstadt waren von Sommer 1943 bis März 1945 durchschnittlich 650 Mitarbeiter tätig.